# Bissock
Bissock (oder auch Bissok) ist ein Kanton innerhalb des gabunischen Departements Woleu innerhalb der Provinz Woleu-Ntem. Mit Stand von 2013 wurde die Einwohnerzahl auf 2072 bemessen. Das Kanton liegt auf einer Höhe von 525 Metern.